# Lacconectus muluensis
Lacconectus muluensis är en skalbaggsart som beskrevs av Michel Brancucci 1986. Lacconectus muluensis ingår i släktet Lacconectus och familjen dykare. Inga underarter finns listade i Catalogue of Life.